# Dundee Stars
Dundee Stars är en skotsk ishockeyklubb som är med i Storbritanniens högsta hockeyliga Elite Ice Hockey League. Klubben startades 2001.

## Meriter
- British National League: 2001/02
- British National League Playoffs: 2001/02, 2004/05
- Autumn Cup: 2009

### Fotnoter
1. ↑  Henrik Persson (5 oktober 2011). ”Tuffa tider för skottarna”. Hockeysverige. http://www.hockeysverige.se/2011/10/05/tuffa-tider-for-skottarna/. Läst 16 juli 2018.